# نورآباد (دلفان)
نورآباد شهری در شمال غرب استان لرستان و مرکز شهرستان دلفان می‌باشد. نورآباد دارای آب و هوای سرد و کوهستانی با مناظر طبیعی متنوع است. این شهر یکی از شهرهای مرتفع ایران با ارتفاع بیش از ۲۰۰۰ متر از سطح دریا است که در سال ۱۳۶۸ از بخشداری به فرمانداری ارتقاء یافت. همچنین نام قدیمی این شهر (به لکی: دومایزه) بوده است. از مناطق دیدنی و زیارتی آن می‌توان به مهراب کوه، آرامگاه امامزاده ابراهیم (ملقب به بابابزرگ)، امامزاده پیرمحمد و کوه کُره کماندار اشاره کرد. نورآباد به شهر باستانی مفرغ مشهور است.

## مردم

### زبان
مردم نورآباد از قوم لک بوده و به زبان لکی سخن می‌گویند.

### ترکیب نژادی
مردم شهر نورآباد تلفیقی از طوایف ایل دلفان (ساکن شهرستان دلفان) می‌باشند، شامل: کولیوند، میربگ، ایتیوند، نورعلی، اولادقباد، چَواری، زنگیوند، سنجابی و کاکاوند می‌شود.

## جمعیت‌شناسی
بنا بر سرشماری نفوس و مسکن سال ۱۳۹۵ مرکز آمار ایران، جمعیت شهر نورآباد لرستان ۶۶،۴۱۷ نفر، با تفکیک جنسیتی ۳۳،۸۲۰ هزار نفر مرد و ۳۲،۵۹۷ هزار نفر زن بوده است. 

## جغرافیا و برنامه‌ریزی شهری
شهر نورآباد در شمال غربی استان لرستان قرار گرفته و فاصله‌اش تا مرکز استان یعنی شهر خرم‌آباد ۸۵ کیلومتر، تا شهر کرمانشاه ۹۵ کیلومتر، تا تهران ۴۹۰ کیلومتر، تا نهاوند ۶۰ کیلومتر، تا هرسین ۵۰ کیلومتر و تا الشتر ۴۰ کیلومتر است.
براساس محدوده قانونی مطالعات بازنگری طرح جامع مصوب سال ۱۳۹۵، نورآباد دارای ۷۸۴.۴۶ هکتار وسعت بوده و از نظر تقسیمات کالبدی در مطالعات طرح جامع به سه ناحیه و ۸ محله تقسیم شده است.
تراکم ساختمانی در این شهر کمتر از ۶۰ درصد است و دلیل اصلی این مسئله را یک طبقه بودن ساختمان‌ها می‌باشد. در نگاه دیگری اعلام شده بود که ساختمان‌های با تراکم ساختمانی ۹۰ تا ۱۲۰ درصد عمدتاً در بخش‌های شرقی، غربی و جنوب شرقی شهر پراکنده شده‌اند و از نظر طبقات هم این بناها دو طبقه هستند.

### آب‌های سطحی
آب‌های سطحی در شهر نورآباد به علت شیب طبیعی زمین نهایتاً وارد رودخانه موجود می‌شوند و در ژرفگاه منطقه در جهت شرق به غرب جریان می‌یابند و دفع می‌شوند. نحوه حرکت آب‌های سطحی در شهر به صورت سطحی بوده که از طریق جداول و کانال‌های روباز به رودخانه اصلی در شمال شهر می‌ریزند. در محلات شمال شهر (کمال‌آباد و الفت‌آباد) شیب از شمال به جنوب است و آب‌های سطحی در این منطقه مستقیماً در رودخانه تخلیه می‌شوند.

#### سیلاب سال ۱۳۹۸
حدود ۵۰ درصد شهرستان دلفان دچار آب‌گرفتگی شد،  سیلاب موجب طغیان رودخانه‌های بادآور و گچینه و چشمه دره‌مشتری و علی آباد در شهر نورآباد شده و سیلاب در برخی از خیابان‌ها و محله‌های شهر جاری شد و محله‌های فرهنگیان، شهرداری، خیابان ساحلی، کلانتری ۱۱ و دره مشتری، بلوارشهید بهشتی، خیابان مدرس، اندیشه و میدان فردوسی در محاصره سیلاب قرار گرفت.

## آموزش، فرهنگ ‌و تندرستی

### مراکز آموزش عالی
- مرکز آموزش عالی دلفان (زیر شاخه‌ای از دانشگاه لرستان)
- دانشگاه پیام نور مرکز دلفان
- دانشگاه آزاد اسلامی واحد دلفان
- دانشگاه علمی کاربردی نورآباد

- همچنین اولین مرکز رشد دانشگاه‌های پیام نور کل کشور بعد از کوهدشت لرستان در شهر نورآباد تأسیس شد.[نیازمند منبع]

### مراکز فرهنگی
- موزه مردم‌شناسی دلفان
- سالن ارشاد
- فاقد سینما

### مراکز ورزشی
- یک استادیوم فوتبال نیمه‌کاره[۲۳]، یک سالن استخر [۲۴]و سالن تیراندازی.
- دارای پارک جنگلی و پارک ایران زمین در دو ورودی شهر است.

### فضای سبز
- پارک هاشمی
- بوستان باباطاهر
- پارک سیمرغ
- پارک جنگلی علی‌آباد
- چندین پارک کوچک دیگر

## اقتصاد و تأسیسات

### برق‌رسانی
تا سال ۱۳۹۵، تاسیسات برق شهر نورآباد شامل ۳۰ کیلومتر شبکه فشار متوسط و نیز ۱۴۲ کیلومتر شبکه فشار ضعیف و همچنین تعداد ۷۶ دستگاه ترانسفورماتور به ظرفیت ۱۹۴۵۰ کیلوولت آمپر است که توزیع برق را در سطح شهر انجام می‌دهند. بناهای با مالکیت قسمت برق شهرستان دلفان، شامل؛ ساختمان اداری به مساحت ۱۶۰۶.۶۷ مترمربع واقع در بلوار شهید بهشتی خیابان مصلی و نیز ساختمان اداری قدیم به مساحت ۱۸۶.۳۵ مترمربع واقع در خیابان سرخه‌بان (پاسدار قدیم) می‌باشد.

### گاز
عملیات شبکه‌گذاری گاز در شهر نورآباد از اوایل سال ۱۳۸۱ آغاز و پاییز ۱۳۸۲ به بهره‌برداری رسید. مطابق آمار دریافتی از شرکت گاز استان لرستان، خط گاز شهر نورآباد انشعاب ۶ اینچ از خط انتقال ۱۲ اینچ هرسین ـ نورآباد است که خط تغذیه ۸ اینچ شهر را تشکیل داده است. بر روی خط مذکور تعداد ۵ ایستگاه تقلیل فشار شهری شامل؛ ایستگاه پاسداران، ایستگاه معلم، ایستگاه شکوفه، ایستگاه بسیج و ایستگاه کانون احداث شده است. مجموع خطوط تغذیه و توزیع شهری حدود ۱۲۳ کیلومتر است و شبکه توزیع شهری از نوع پلی‌اتیلن و با سایزهای ۱۶۰-۶۳ میلیمتر است. علاوه بر اراضی ایستگاه‌های بالا، ساختمان اداری به مساحت ۲۰۰ مترمربع واقع در ۲۰ متری خیابان دادگستری تحت مالکیت شرکت گاز است.

### آتش‌نشانی
تا سال ۱۳۹۵، تعداد ۲ ایستگاه آتش‌نشانی در سطح شهر وجود دارد که ایستگاه شماره یک در موقعیت شمال شرق و ایستگاه شماره دو در جنوب آن در مجاورت رودخانه عبوری از شهر واقع شده است. در مجموع مساحت این دو ایستگاه، ۴۶۶۵ مترمربع است و تعداد پرسنل مشغول به کار در آن ۱۴ نفر می‌باشد. ماشین‌آلات این دو ایستگاه ۴ دستگاه گزارش شده است.

### پمپ بنزین
تعداد ۲ ایستگاه پمپ بنزین در انتهای شهر یا به عبارتی در ورودی‌های شهر نورآباد با موقعیت هم‌جهت شهر (شرق-غرب) از ۲ سمت خرم آباد و کرمانشاه قرار دارد.

### مراکز درمانی
شهر نورآباد، دارای بیمارستانی به‌نام ابن سینا به همراه یک بخش فوق تخصص در کنار خود بیمارستان و چندین درمانگاه و چندین آزمایشگاه پیشرفته بوده و همهٔ عملیات تصویربرداری و سی‌تی اسکن و ام‌آر‌آی و نوار مغزی در سطح شهرستان تنها در بیمارستان ابن سینا انجام می‌گیرد.